# A Small Boy and a Grey Heaven
A Small Boy and a Grey Heaven é o álbum de estreia da banda Caliban, lançado a 14 de dezembro de 1999.

## Faixas
1. "Intro" — 1:19
2. "Arena of Concealment" — 2:49
3. "In My Heart" — 2:30
4. "Destruction" — 4:28
5. "A Small Boy and a Grey Heaven" — 4:14
6. "Skit I" — 0:39
7. "A Faint Moment of Fortune" —	4:04
8. "Skit II" — 1:07
9. "Supervision Until Death" — 4:01
10. "Always Following Life" — 3:23
11. "Pollution" — 3:29
12. "Sylca" — 1:21
13. "Intolerance (Ignorance II)" — 3:46
14. "De Rebus Que Gerunter" — 3:54
15. "Outro" — 0:40